# Santo Tirso
Santo Tirso es una ciudad portuguesa perteneciente al distrito Oporto, Región estadística del Norte (NUTS II) y la comunidad intermunicipal Gran Área Metropolitana de Oporto (NUTS III) con cerca de 14 000 habitantes.
Recientemente forma parte de la Gran Área Metropolitana de Oporto que unió las anteriores áreas de Grande Porto y Entre Douro e Vouga.

## Geografía
Es sede de un municipio con 135,31 km² de área y 67 725 habitantes (2021), subdividido en catorce freguesias. El municipio está limitado al norte por los municipios de Vila Nova de Famalicão y de Guimarães, al nordeste por Vizela, al este por Lousada, al sueste por Paços de Ferreira, al sur por Valongo, al sudoeste por Maia y al oeste por Trofa.

## Demografía
| Gráfica de evolución demográfica de Santo Tirso entre 1864 y 2021 |
|                                                                   |
| Datos según el nomenclátor publicado por el INE portugués.        |

## Organización territorial
El municipio de Santo Tirso está formado por catorce freguesias:
- Agrela
- Água Longa
- Areias, Sequeiró, Lama e Palmeira
- Carreira e Refojos de Riba de Ave
- Lamelas e Guimarei
- Monte Córdova
- Rebordões
- Reguenga
- Roriz
- Santo Tirso, Couto (Santa Cristina e São Miguel) e Burgães
- São Tomé de Negrelos
- Vila das Aves
- Vila Nova do Campo
- Vilarinho